# Попай
Попай моряка (на английски: Popeye the Sailor) е американски комиксов герой, който по-късно е представен и в анимационни филмчета. Създаден е от Елзи Крислър Сегар и за първи път се появява в комикса Thimble Theatre на 17 януари 1929 г. Първата поява на Попай в анимационно филмче е през 1933 г.
Във филмчетата Попай получава огромна сила, като яде спанак. В комиксите той е силен и без това. Попай има приятелка – Олив Ойл, а негов съперник и противник е Блуто.
През 1980 г. излиза игрален филм „Попай“, с участието на Робин Уилямс в ролята на моряка.
На 2004 г. излиза анимационен филм „Пътешествието на Попай: Търсенето на Папи“, с участието на Били Уест в ролята на моряка.
На 1 януари 2009 г. Попай става Обществено достояние в Европа и в страните, където авторското право съществува 70 години след смъртта на автора. Всички комикси и филми, създадени от Е. К. Сегар (1929 – 1938), могат свободно да се ползват, споделят и да се твори на тяхна основа.

## „Попай моряка“ в България
През 1999 г. 17 филмчета от поредицата са издадени на няколко видеокасети, издадени от Проксима Видео. Дублирани са на български език и ролите се озвучават от Десислава Знаменова, Станислав Пищалов и Иван Джамбазов.
В началото на XXI век епизоди от поредицата се излъчват по Евроком.
От 1992 г. до около 2009 г. поредицата се излъчва неколкократно в оригинал на английски език по Cartoon Network и Boomerang.